# Gare de Churchill
La  gare de Churchill est une gare ferroviaire canadienne de la ligne du Pas à Churchill. Elle est située à Churchill dans la province de Manitoba.
Mise en service en 1929, elle dispose d'un bâtiment voyageurs reconnu gare ferroviaire patrimoniale du Canada.
Gare voyageurs Via Rail Canada, elle est desservie par le train Winnipeg - Churchill. C'est aussi une gare marchandises qui dessert le port de Churchill.

## Situation ferroviaire
Établie à 3 mètres d'altitude, la gare terminus de Churchill est située au point milliaire 509,8 de la ligne principale du Chemin de fer de la Baie d'Hudson, après la gare de Gillam, s'intercale, entre autres, la halte fermée de Cromarty.

## Histoire
Dans les années 1920, le Canadien National (CN) reprend le projet, abandonné en 1918, de chemin de fer devant desservir un nouveau port sur le bord de la Baie d'Hudson. Après de nombreux problèmes d'origines techniques et financières, l'infrastructure de la ligne est achevée jusqu'à Churchill en 1929. La gare est ensuite exploitée par le CN jusqu'à la vente, en 1997, du chemin de fer à une nouvelle société dénommée Hudson Bay Railway (HBRY).

Installations de la gare
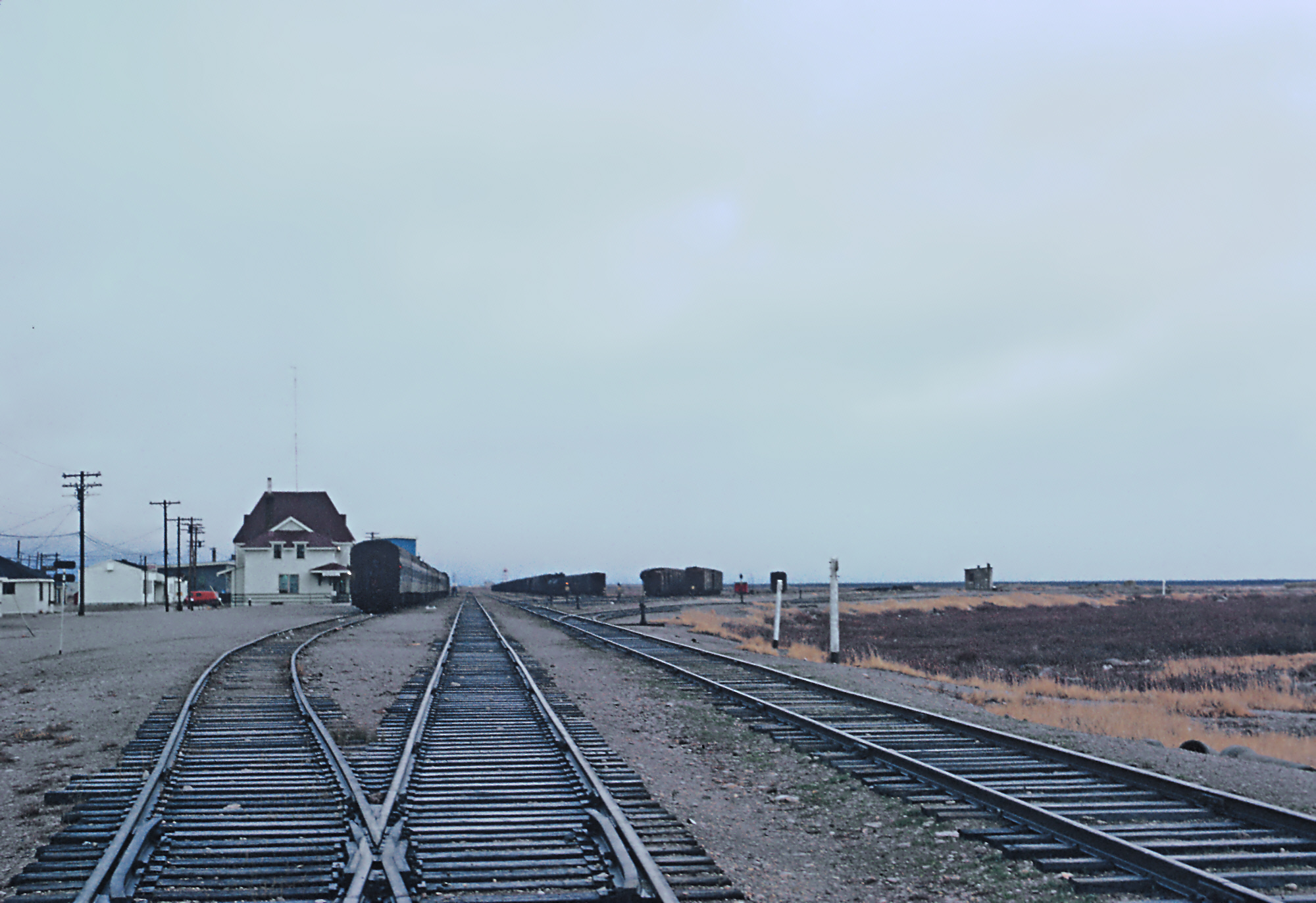
Octobre 1971.
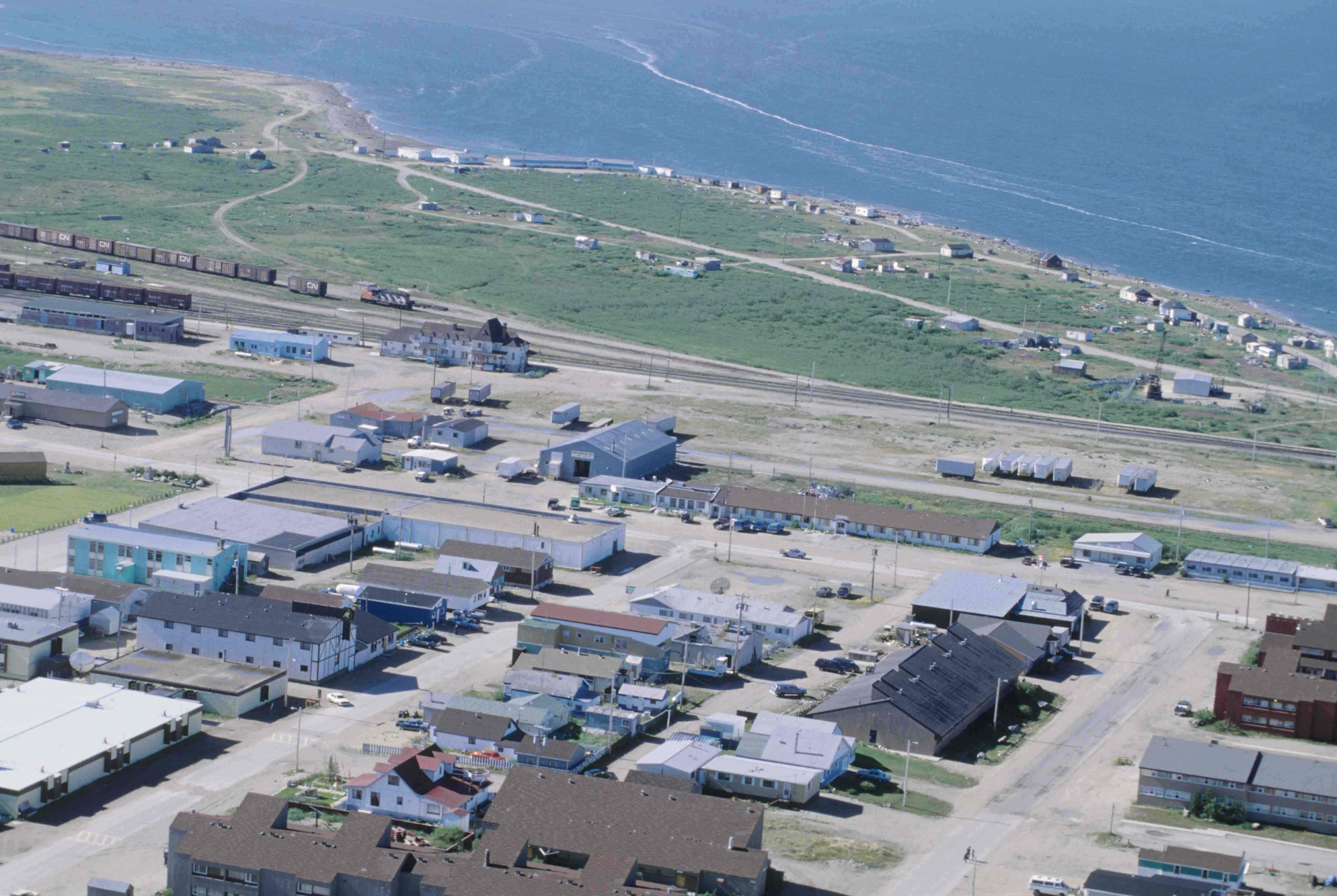
Août 1996.

Le gouvernement annonce, le 31 août 2018, le rachat de la ligne, et de la gare, par l'Arctic Gateway Group.

## Service des voyageurs

### Accueil
Gare avec personnel Via Rail, elle dispose d'un bâtiment voyageurs, avec un guichet ouvert les mardis, jeudis et samedis, de 8 h 0 à 8 h 45 et de 19 h 0 à 20 h 30. La gare est ouverte jusqu'au départ du train elle est équipée de toilettes et est accessible aux personnes en situation de handicap.

### Desserte
Churchill est desservie par le train Winnipeg - Churchill, sur les relations Winnipeg - Churchill et Le Pas - Churchill.

desserte de la gare
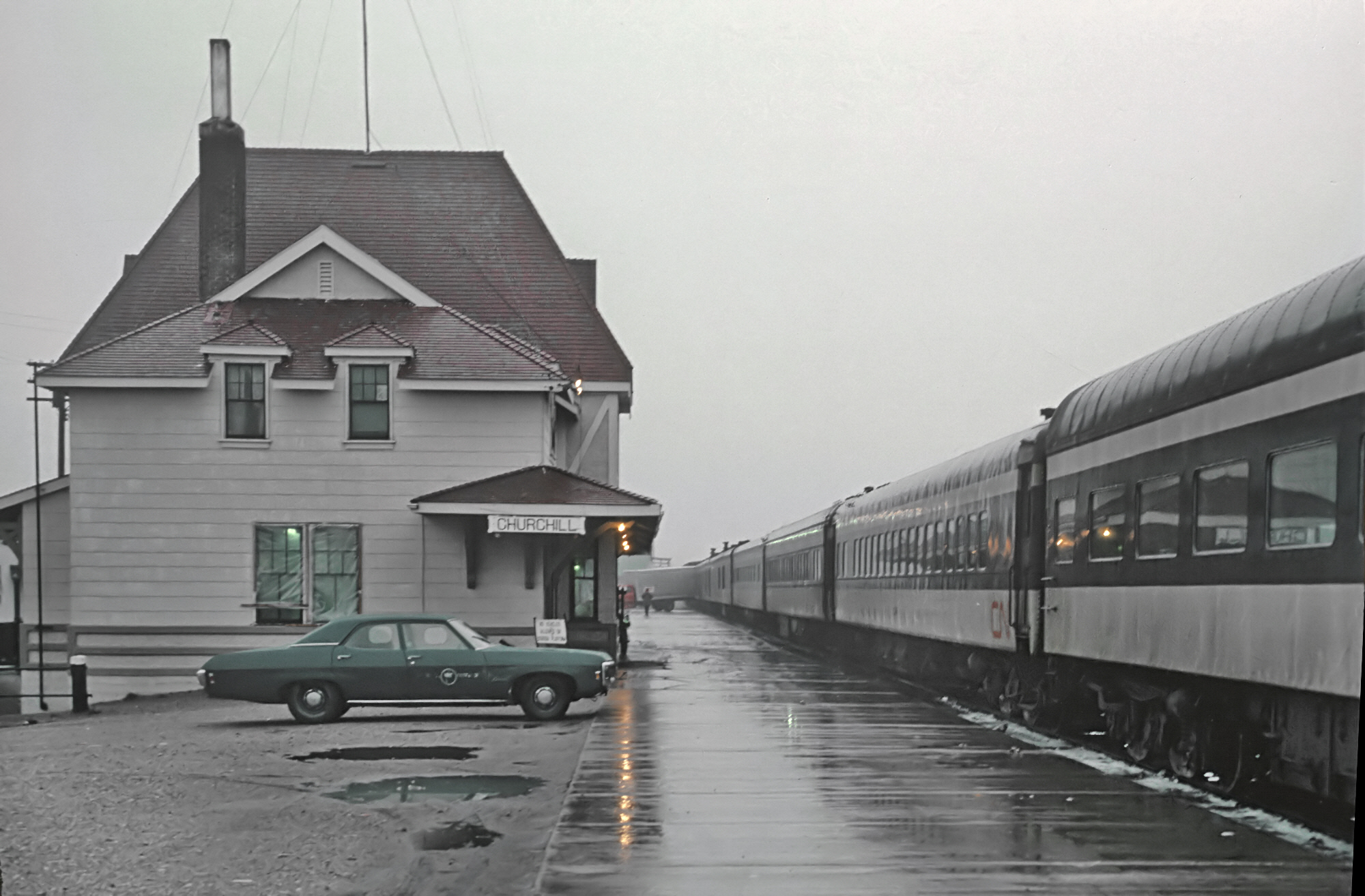
Novembre 1971.
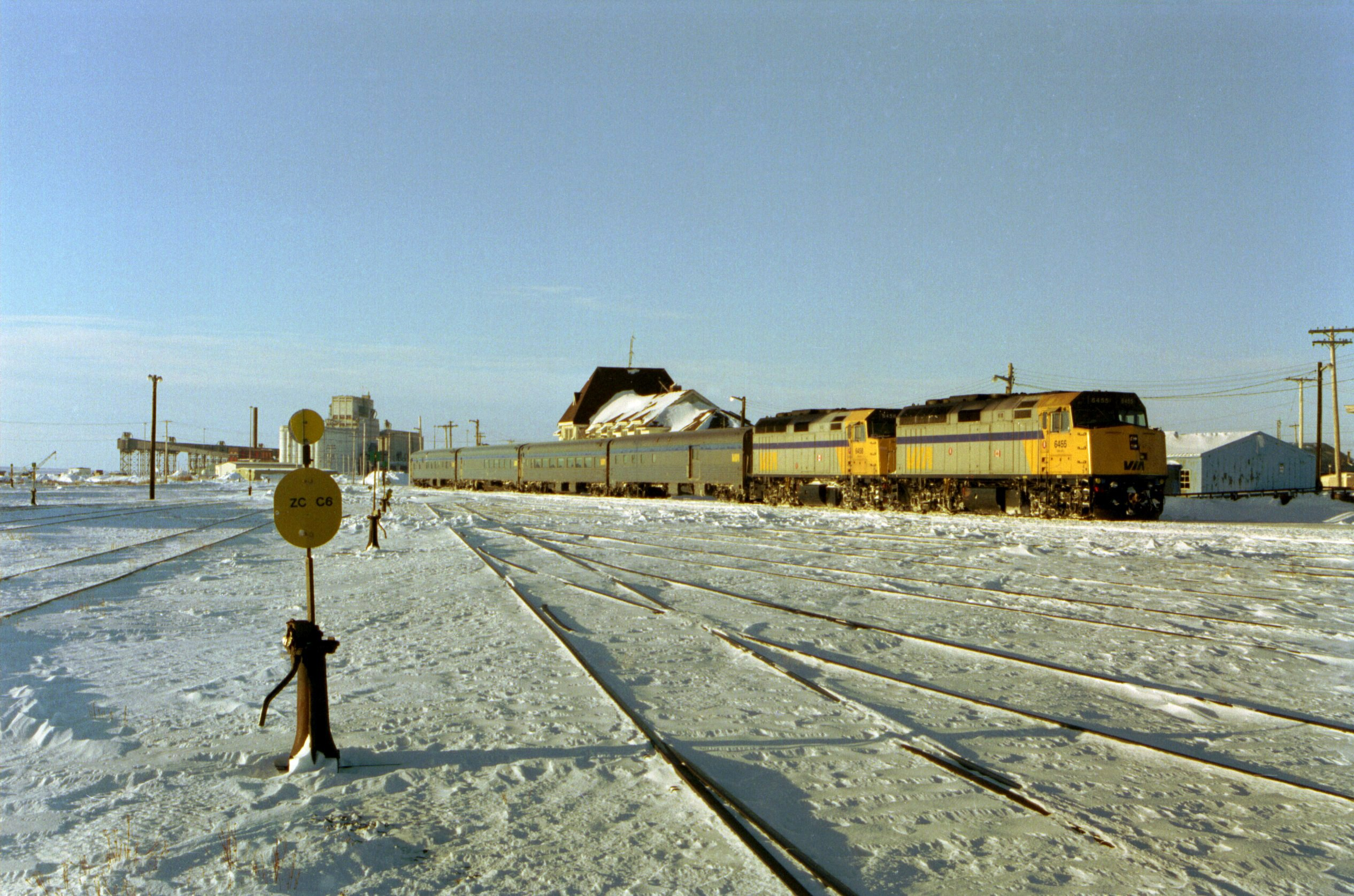
Février 1997.
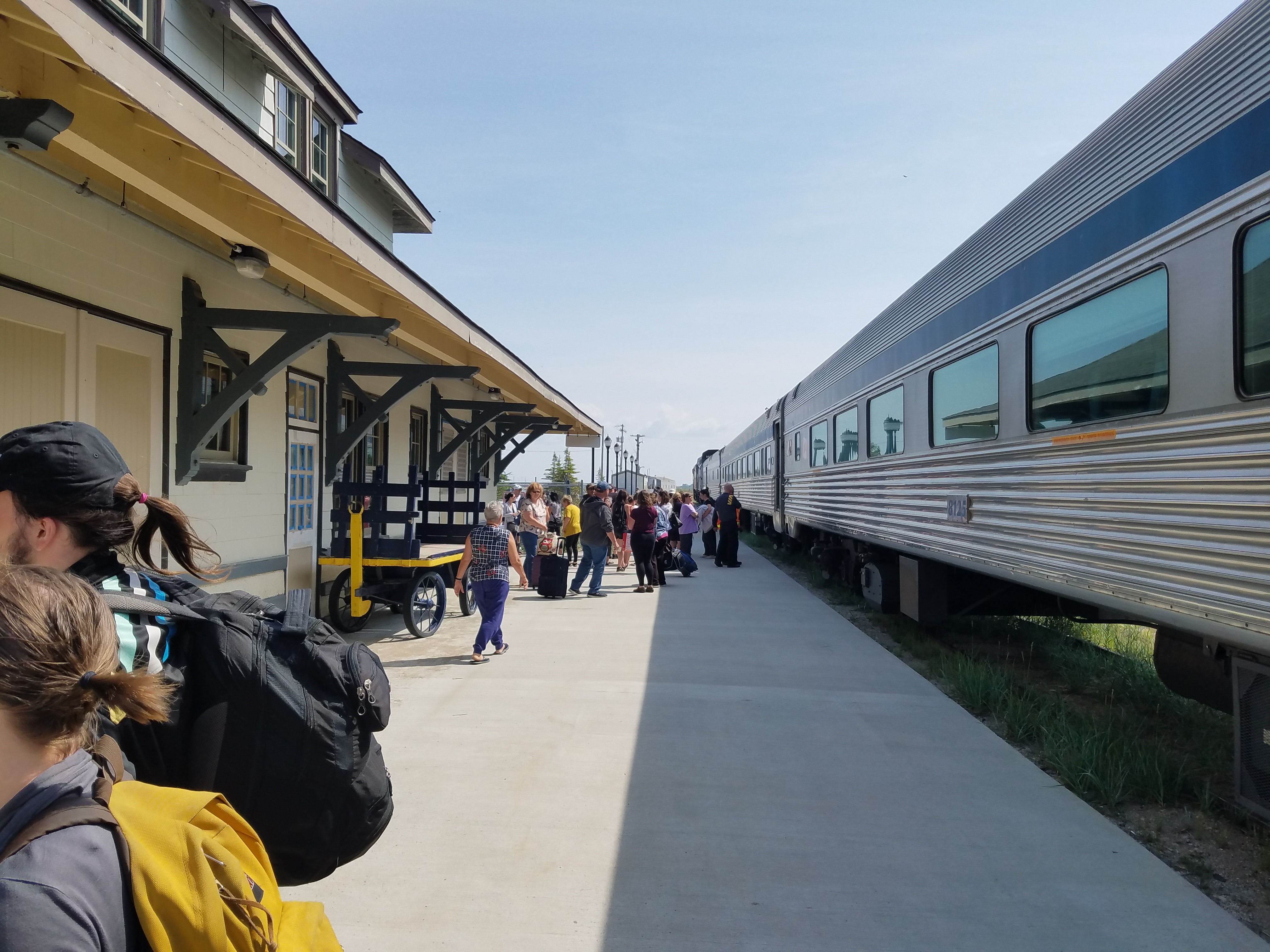
Juillet 2019.

### Intermodalité
Elle dispose d'un parc de stationnement pour les véhicules, accessible pour les stationnements de courte et de longue durées.
Elle est desservie par des autobus.

## Service des marchandises
Ouverte au service des marchandises, elle dessert le port de Churchill.